# Сару (Естонія)
Сару (ест. Saru, виро Saru) — село в Естонії, входить до складу волості Миністе, повіту Вирумаа.